# 魏筠
魏筠（Wei, Yun，1980年1月10日—），臺灣政治人物，民主進步黨黨籍，出生於桃園市龍潭區，為政治受難者魏廷朝跟張慶惠之女。現任桃園市議會議員。曾任桃園市政府社會局非營利組織發展中心主任，桃園市政府便民服務中心副主任，其母立法委員張慶惠國會辦公室助理，新竹地方法院檢察署書記官和板橋地方法院檢察署書記官。為國立中央大學法律與政府研究所碩士和東吳大學法律系學士。

## 家庭背景
魏筠的父親魏廷朝，1964年因撰寫「臺灣自救運動宣言」入獄，曾三進三出監獄，魏廷朝一共坐了17年的政治牢獄，魏筠出生時，父親就關在牢裡，後來魏廷朝曾歷任台灣政治受難者聯誼會會長、民進黨桃園縣黨部主委、民進黨中常委，被尊稱為「人格者」。魏筠的母親張慶惠，當年「代夫出征」當選過國大代表，曾任桃園縣婦幼安全中心主任、民主進步黨立法委員、桃園航勤公司董事長，民進黨客家事務部主任，「賭鬼的後代─魏廷朝回憶錄」作者。

## 政治
魏筠曾於2018年參選桃園市議員，落選。於2022年再次參選即當選。

## 選舉紀錄
| 年度 | 選舉屆數             | 選舉區           | 所屬政黨   | 得票數 | 得票率 | 當選標記 | 備註 |
| ---- | -------------------- | ---------------- | ---------- | ------ | ------ | -------- | ---- |
| 2018 | 第二屆桃園市議員選舉 | 桃園市第十選舉區 | 民主進步黨 | 9,360  | 16.13% |          |      |
| 2022 | 第三屆桃園市議員選舉 | 桃園市第七選舉區 | 民主進步黨 | 16,042 | 8.19%  |          |      |

## 外部連結
- 魏筠 | Facebook （页面存档备份，存于）
- 魏筠 | YouTube
- 魏筠 | threads （页面存档备份，存于）

魏筠instagram:https://www.instagram.com/weiyunin/
| 民主進步黨  |                                             |             |
| 前任： 周江 | 客家事務部主任 2019年8月12日－2020年5月19日 | 繼任： 周江 |